# Essen (Bélgica)
Essen es una localidad y municipio de la provincia de Amberes en Bélgica. Su municipio vecino es Kalmthout, haciendo frontera al norte con los Países Bajos, estando aquí la última estación de tren belga antes de entrar en territorio neerlandés. Tiene una superficie de 47,5 km² y una población en 2018 de 19.079 habitantes, siendo los habitantes en edad laboral el 63% de la población.

## Historia
El nombre del lugar aparece como Esschen por primera vez en un documento del año 1146, una población predominantemente agrícola y aislada durante los siglos posteriores. Experimentó una fuerte recuperación económica mediante la conexión a la red ferroviaria en 1854. Desde principios del siglo XX su economía está ligada al cercano puerto de Amberes.

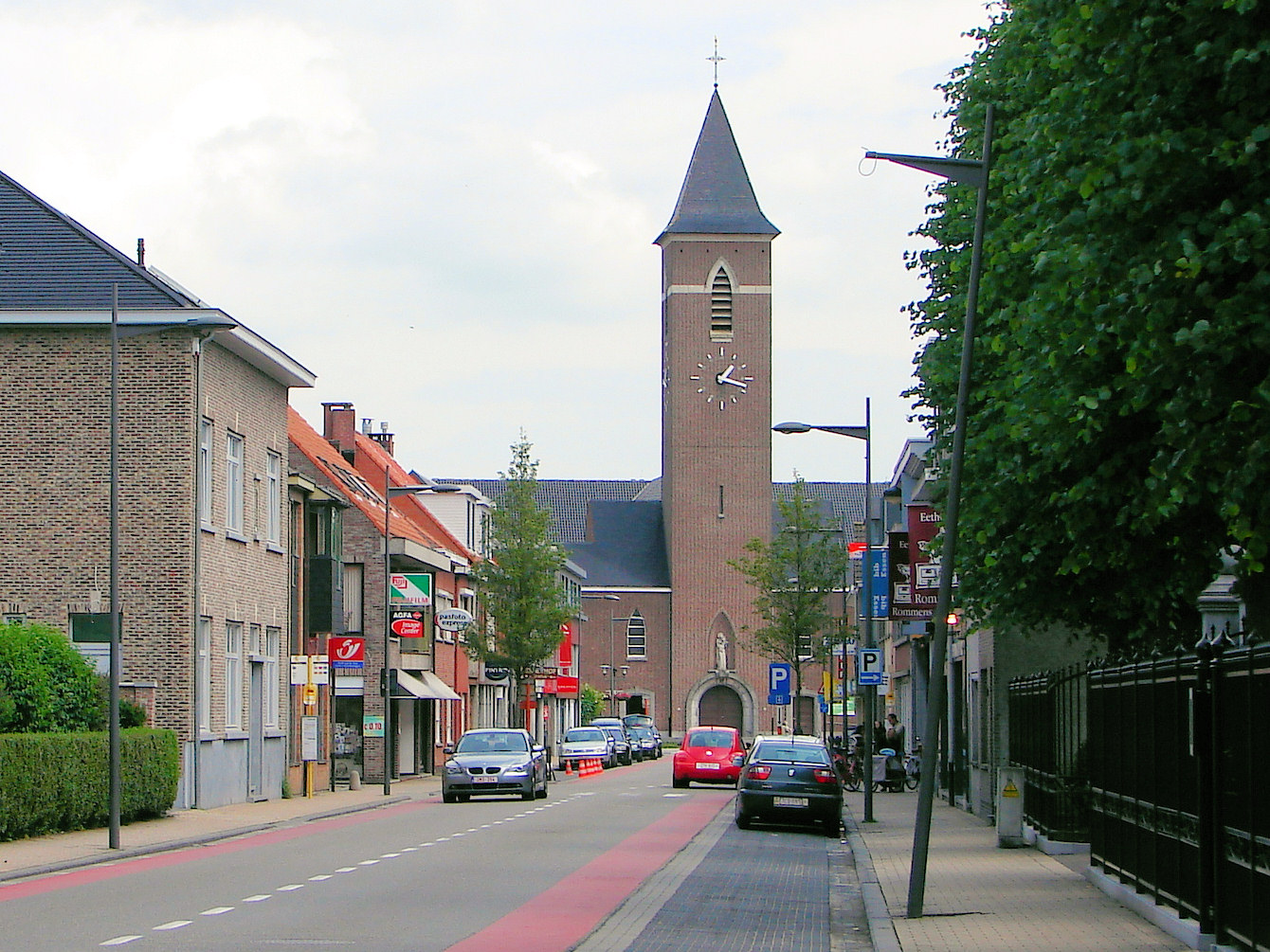
Centro de Essen.

## Demografía

### Evolución
Todos los datos históricos relativos al actual municipio, el siguiente gráfico refleja su evolución demográfica, incluyendo municipios después de efectuada la fusión el 1 de enero de 1977.
| Gráfica de evolución demográfica de Essen entre 1846 y 2020 |
|                                                             |

## Cultura
Vale la pena visitar el Bakkersmolen, molino de harina en el distrito de Wildert, con una instalación que consta de un museo con la panadería histórica, máquina de vapor y el molino de viento.
Desde 1999 y anualmente se celebra en Essen a mediados de diciembre el Festival de Navidad de la cerveza belga.

## Personas notables de Essen
- Louis Duerloo, ciclista.
- Arthur Vanderstuyft, ciclista.

## Ciudades hermanadas
- Essen (Oldemburgo), en Alemania.
- Žilina, en Eslovaquia.